# Elasmus mandibularis
Elasmus mandibularis är en stekelart som beskrevs av Girault 1913. Elasmus mandibularis ingår i släktet Elasmus och familjen finglanssteklar. Inga underarter finns listade i Catalogue of Life.